# 艾德懷爾德 (密蘇里州)
艾德懷爾德（英語：Idlewild）是位於美國密蘇里州斯托達德縣的非建制地區。

## 歷史
艾德懷爾德的郵局於1884年設立，同年停運。

## 地理
艾德懷爾德所處的海拔為高於海平面104米（即341英呎），而該地所採用的時區為UTC-6，即北美中部時區（CST）。同時該地設有夏令時間，為UTC-6調快一小時，即UTC-5（CDT）。